# Кам'янувате (Кальміуський район)
Кам'янувате — село в Україні, у Бойківській громаді Кальміуського району Донецької області. Населення становить 521 особу. Перебуває на території, яка тимчасово окупована російськими військами.

## Назва
10 квітня 2024 року Комітет Верховної Ради України з питань організації державної влади, місцевого самоврядування, регіонального розвитку та містобудування підтримав перейменування села на Кам'янувате.

## Географія
На південно-західній околиці села бере початок Балка Максимова. Через село тече річка Кам'янувата, права притока Грузького Єланчика. Відстань до райцентру становить близько 11 км і проходить автошляхом Т 0519.

## Населення
За даними перепису 2001 року населення села становило 521 особу, з них 86,18 % зазначили рідною мову українську, 13,63 % — російську та 0,19 % — молдовську мову.